# Andries Jonker
Andries Jonker (Amsterdam, 22 september 1962) is een Nederlandse voetbaltrainer.
Jonker stond aan het roer van Willem II, MVV en FC Volendam en was later actief in het buitenland als (assistent)-trainer bij VfL Wolfsburg, FC Barcelona en Bayern München. Hij werd later hoofd van de Arsenal Academy en hoofdtrainer bij VFL Wolfsburg en SC Telstar.
Jonker haalde als speler nooit het profvoetbal, hij speelde wel in het eerste elftal van De Volewijckers. Daarna ging hij als trainer aan de slag bij amateurclubs en vanaf 1990 bij de KNVB, waar hij tot 1997 diverse jeugdteams trainde. Na drie seizoenen bij FC Volendam (waarvan een als hoofdtrainer), keerde hij in 2000 terug bij de KNVB, waar hij in 2001 interim bondscoach werd van het Nederlands vrouwenvoetbalelftal. Na zijn periode als assistent van Louis van Gaal bij FC Barcelona was hij twee seizoenen hoofdtrainer van MVV. Onder Jonker eindigde MVV twee keer in de middenmoot van de eerste divisie en werd in 2006 de kwartfinale van de KNVB Beker gehaald.
In juli 2006 tekende Jonker een contract als assistent-trainer van Dennis van Wijk bij Willem II. Anderhalf jaar later nam hij het roer ad-interim over toen Van Wijk wegens tegenvallende prestaties werd ontslagen. Op dat moment was Jonker net benoemd als technisch directeur bij de club uit Tilburg. Daardoor ging hij op zoek naar een nieuwe trainer, maar vond hij geen geschikte kandidaat en ging zelf op de bank zitten. Jonker nam op 17 februari 2009 ontslag als hoofdtrainer, volgens hemzelf in het belang van Willem II. Hij bleef wel aan als technisch directeur.
In het seizoen 2009/10 was Jonker (wederom) assistent-trainer van Louis van Gaal bij Bayern München. Na het ontslag van Van Gaal op 10 april 2011 werd Jonker benoemd tot hoofdtrainer tot het einde van het seizoen. Hij wist met de Duitse topclub alsnog deelname aan de UEFA Champions League veilig te stellen. In het seizoen 2011/12 leidde hij het tweede elftal van Bayern München. Daar moest hij plaatsmaken voor oud-international Mehmet Scholl.
Op donderdag 28 juni 2012 maakte VfL Wolfsburg bekend dat Jonker bij die club was aangesteld als assistent van hoofdtrainer Felix Magath. In 2014 werd hij hoofd jeugdopleiding van Arsenal. Jonker werd op 27 februari 2017 aangesteld als hoofdtrainer van VfL Wolfsburg. Daarmee eindigde hij het seizoen 2016/17 op de zestiende plaats. Zijn ploeg en hij behielden zich vervolgens door middel van play-offs (promotie/degradatie) tegen Eintracht Braunschweig in de Bundesliga. VfL Wolfsburg gaf Jonker op 18 september 2017 zijn ontslag. De ploeg had op dat moment vier punten uit vier competitiewedstrijden.
Exact zeven jaar na de aanstelling als assistent-trainer bij VfL Wolfsburg tekende Jonker een tweejarig contract bij Telstar. Bij Telstar werd Jonker aangesteld als hoofdtrainer en technisch directeur. Hij volgde daarmee de naar De Graafschap vertrokken Mike Snoei en Piet Buter op. Jonker bleef drie jaar werkzaam bij Telstar, waarna hij zijn contract niet verlengde voor een verder dienstverband. Op 24 augustus 2022 werd Jonker aangesteld als bondscoach van het Nederlands vrouwenelftal als opvolger van Mark Parsons, die moest vertrekken wegens tegenvallende prestaties op het Europees kampioenschap in Engeland. Jonker werd aangesteld tot en met het Europees kampioenschap voetbal vrouwen 2025.
Onder Jonker kwalificeerde het Nederlands vrouwenelftal zich na een 1–0 overwinning op IJsland rechtstreeks voor het wereldkampioenschap in 2023.
Op het wereldkampioenschap in Australië en Nieuw-Zeeland bereikte het Nederlands elftal onder Jonker de kwartfinale, waarin het na verlenging verloor van de latere wereldkampioen Spanje. Met het Nederlands vrouwenvoetbalelftal wist Jonker zich te kwalificeren voor het EK 2025 in Zwitserland. Op 24 januari 2025 maakte de KNVB bekend dat het na dit toernooi aflopende contract van Jonker niet zal worden verlengd.
1: Van Domselaar ·
2: Wilms ·
3: Van der Gragt ·
4: Nouwen ·
5: Van Dongen ·
6: Roord ·
7: Beerensteyn ·
8: Spitse ·
9: Snoeijs ·
10: Van de Donk ·
11: Martens · 12: Bayings · 13: R. Jansen · 14: Groenen · 15: Dijkstra · 16: Kop · 17: Pelova · 18: Casparij · 19: Kaptein · 20: Janssen · 21: Damaris · 22: Brugts · 23: Weimar · Coach: Jonker